# توبا

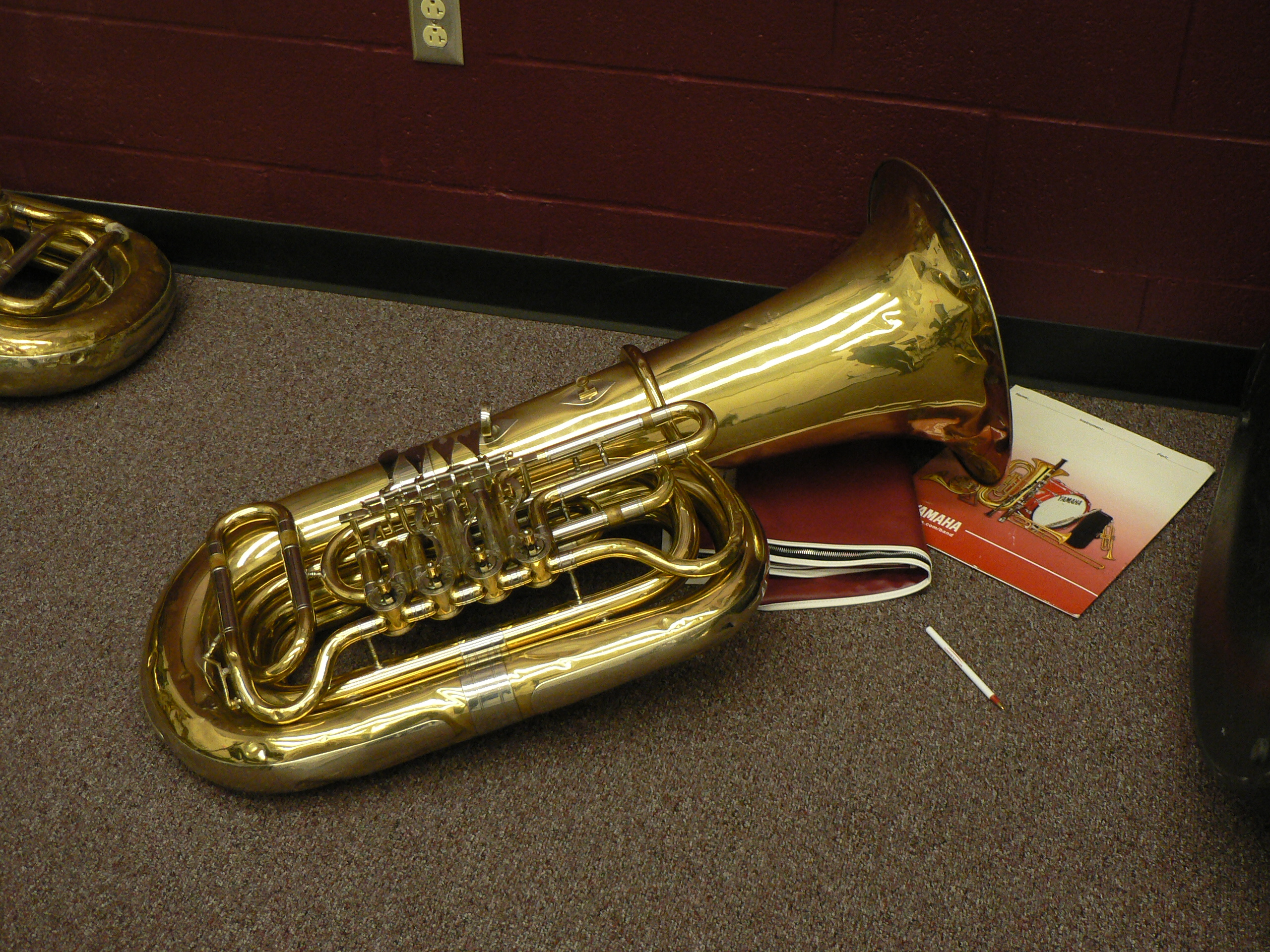
توبا

توبا (به فرانسوی و انگلیسی: tuba) از سازهای بادی برنجی است. این ساز نسبتاً جدید است و در قرن نوزدهم به مجموعه سازهای ارکستر افزوده شده‌است؛ هرچند گاهی توبا می‌تواند اشاره به تمام سازهای بادی برنجی بم‌تر از ترومبون داشته باشد. مهم‌ترین نقشی که به این ساز در آثار موسیقی سمفونیک داده شده، در سمفونی فانتاستیک اثر هکتور برلیوز بوده‌است. شکل دیگر این ساز به‌صورت «توبا تِنور» یا «یوفونیوم» است. در این ساز، هوا توسط لب‌های نوازنده مرتعش می‌شود.

## ویژگی
بم‌ترین ساز خانواده برنجی.
نت این ساز را با کلید فا خط چهارم می‌نویسند.
«یوفونیوم» بیشتر در ارکسترهای بادی ایفای نقش می‌کند و جایگاه آن در یک ارکستر بادی همانند نقش ویلنسل در ارکستر سمفونیک است. بصورتی که سولو (تکنوازی) ساز ویلنسل در موومان دوم سمفونی شماره پنج بتهوون در تنظیم ارکستر سازهای بادی برای ساز یوفونیوم نوشته شده‌است.
این ساز کلیددار از خانوادهٔ ساکسهورن‌ها (saxhorns) در اندازه و صدا دهی‌های مختلف و دارای حجم صدایی پُر و با قدرت است. در حال حاضر باس توبا و کنترباس توبا بیشترین مورد استفاده را دارند. مالر (Mahler) در همهٔ کارهای برنجی خود از این دو نوع ساز و در <سمفونی هفتم>
از نوعی باس کوچک استفاده کرده‌است که یک «نهم بزرگ» پایین‌تر از نت‌های نوشته شده، شنیده می‌شود.
وقتی در ارکستراسیون توبا قید می‌شود، منظور همان باس توبا است.
باس توبا اغلب همراه با ترومبون باس برای سنگین کردن خط باس ارکستر، یک پارت را اجرا می‌کنند. به‌طور کلّی ساکسهورن باس‌هایی که تاکنون مورد استفاده قرار گرفته‌اند، عبارت اند از:
۱- باس توبا در <فا> که وزن نسبتاً کمی دارد و مدت‌ها به عنوان باس ارکستر مورد استفاده
قرار می‌گیرد
1. باس توبا در <می بمل> که اندکی بزرگ‌تر است و کمتر مورد استفاده قرار می‌گرفت
2. باس توبا در <دو> که پس از ورود به ارکستر سمفونیک، جانشین دو ساز قبلی شد.
3. باس توبای بزرگ دوبل <سی بمل> که پایین‌ترین توبای استفاده شده در باندهای نظامی، و از

نظر حجم و شکل ظاهری بزرگ‌تر از سایر انواع توبا است و به بُمباردون (Bombardon) نیز معروف
است. واگنر در ارکستراسیون حلقهٔ نیبلونگ که تصنیف آن بیست و یک سال به طول انجامید، برای
یافتن صدای بسیار بم، یک توبای بُمباردون انتخاب کرد.

## محدودهٔ صوتی
نوازندهٔ توبا امروزه در ارکستر سمفونیک قادر است در تمام محدودهٔ مثال بالا بنوازد (نت نویسی معمول این ساز در کلید فا است). محدودهٔ صوتی این ساز، شامل منطقه‌های زیر می‌شود:

#### منطقهٔ پایین
صدا در این منطقه پُرقدرت، پُرصدا و عمیق است و تُن‌ها بسیار خوش صدا و قابل قبول و شبیه
به صدای «ارگ» هستند.
طول زیاد لوله باعث می‌شود تولید تُن‌ها در این منطقه نیاز به نفس زیادی داشته باشد؛ بنابراین
اجرای قطعات یا لحظات تند و سریع در این منطقه پیشنهاد نمی‌شود. نت‌های پدال و هارمونیک‌های
بَم و پایین در این منطقه بسیار تأثیرگذارند و اجرای دینامیک‌های FF تا PP نیز ممکن است.

#### منطقهٔ میانی
صدا در این منطقه بسیار قوی است و استفاده از این منطقه بیشترین کاربرد را در این ساز
دارد. بدیهی است توبا در مناطق بالاتر چابک‌تر می‌شود و تُن ساز در این مناطق نرم و گِرد و شبیه به
صدای هورن است

#### منطقهٔ بالا
تُن‌ها در این منطقه ضعیف اند و هرچه به سمت نت‌های بالاتر می‌روند خصوصیات خود را از دست می‌دهند.

## ویژگی‌های نوازندگی
باید توجه داشت که برای نوازندهٔ توبا که دارای طولانی‌ترین طول لوله در بین سازهای بادی برنجی است و برای تولید تُن‌ها نیاز به نفس زیادی دارد، لازم است استراحت‌های مناسب در نظر گرفته شود.
باید توجه داشت که برای نوازندهٔ توبا که دارای طولانی‌ترین طول لوله در بین سازهای بادی برنجی است و برای تولید تُن‌ها نیاز به نفس زیادی دارد، لازم است استراحت‌های مناسب در نظر گرفته شود.
تولید آوا و زبان زدن: تولید انواع تُن‌ها در این ساز با دینامیک‌های مختلف امکان‌پذیر است. در این ساز نیز مانند دیگر سازهای بادی تمام نت‌های زیر خط اتصال در یک‌نفس اجرا می‌شوند.
تکنیکهایی مانند: زبان زدن تَکی، دوتایی و سه تایی در این ساز قابل اجرا هستند، اگرچه زبان زدن دوتایی و سه تایی در ادبیات ارکستریِ استاندارد معمول نیستند.
این ساز همچنین قادر به نواختن قسمت‌های نرم و تغزلی نیز هست
توبا توانایی دوبله کردن و افزایش قدرت بخش باس را در دینامیک‌های مختلف دارد.
استفاده از سوردین در توبا مانند دیگر اعضای گروه بادی برنجی مرسوم است اما گذاشتن و برداشتن سوردین در این ساز به سرعت میسر نیست، بنابراین لازم است برای انجام این کار وقت کافی به نوازنده داده شود تا بدون سر و صدای اضافی این کار را انجام دهد.
تریل: تریل در ادبیات سمفونیک برای توبا به ندرت دیده می‌شود اما زمانی که نوشته می‌شود دارای تأثیر ویژه‌ای است. تریل در این ساز با حرکت کلیدها تولید می‌شود.
یکی دیگر از تأثیرات ویژه در توبا ،flutter tonguing، یعنی حرکت سریع زبان در زمان دمیدن
درون دهنی ساز است.
برخی آهنگسازانی که آثار برجسته‌ای برای توبا دارند، عبارت اند از: هیندمیت (Hindemith)
Sonata for Bass Tuba
وُن ویلیامز (Vaughan Williams):
کنسرتو، اِلک ویلدر (Alec Wilder): سوناتا
باخ: سوییت شمارهٔ یک برای ویولن سل که اغلب، قسمت سوم این سوییت را برای باس توبا اجرا می‌کنند و والترهارتلی (Walter S.Hartley):سوییت برای باس توبا.